# Universidad Anyang
Universidad Anyang es una universidad privada en Anyang (Corea del Sur). Es como los programas de pregrado, postgrado, doctorado e investigación. El campus principal se encuentra en la ciudad de Anyang, al sur de Seúl, en la provincia de Gyeonggi y el segundo campus está situado en la Isla Ganghwa, Incheon. Cuenta con un cuerpo estudiantil de alrededor de 5.500. Tiene facultades de Humanidades, Ciencias Sociales, Ciencias e Ingeniería, Estudios Teológicos, Música y Artes Liberales y Ciencias, y ofrece programas de postgrado en Estudios Generales, Teología, Educación y Administración de Empresas y Administración Pública.
- Wikimedia Commons alberga una categoría multimedia sobre Universidad Anyang.

## Campus
- Anyang Campus 708-113, Manan-gu, Anyang-si, Gyeonggi-do, Corea
- Ganghwa Campus San102, Samsung-ri, Buleun-myeon, Ganghwa-gun, Incheon, Corea

- Datos: Q624189
- Multimedia: Anyang University / Q624189